# لیگ برتر فوتسال زنان ایران ۱۳۹۶
لیگ برتر فوتسال زنان ایران ۱۳۹۶ بالاترین لیگ فوتسال بانوان در ایران است که در سال ۱۳۹۶ برگزار شد. ۱۲ تیم در این مسابقات شرکت کرده بودند که عبارتند از: دانشگاه آزاد تهران، نفت نوین تهران، مس رفسنجان، مشکی پوشان خراسان، ملی حفاری اهواز، پالایش نفت آبادان، پیام نور تهران، شهرداری رشت، فلزات رنگین پاسارگارد، استقلال ساری، مس کرمان، پویندگان فجر شیراز. مسابقات در ۲۲ هفته برگزار شد و در پایان در اسفند ماه ۱۳۹۶ تیم پالایش نفت آبادان برای اولین بار به قهرمانی این مسابقات رسید.
دانشگاه آزاد با ۱۸۳ گل زده بهترین خط حمله و پالایش نفت با ۱۶ گل خورده بهترین خط دفاع لیگ را داشت. همچنین فاطمه اعتدادی با ۳۱ گل زده، عنوان خانم گل مسابقات را به خود اختصاص داد و سهیلا ملمولی با ۳۰ گل زده دومین گلزن برتر لیگ بود.

## رده‌بندی پایانی
| رتبه | تیم               | امتیاز |
| ---- | ----------------- | ------ |
| ۱    | پالایش نفت آبادان | ۶۲     |
| ۲    | ملی حفاری اهواز   | ۵۹     |
| ۳    | دانشگاه آزاد      | ۵۷     |